# Georgij Zsukov-emlékmű (Ulánbátor)

A Georgij Zsukov-emlékmű Mongólia fővárosában, Ulánbátorban, a Bajanzurh kerületben, egy téren áll, közel a tábornok egykori lakhelyéhez, amely ma múzeumként működik.
Az emlékmű a szovjet marsall nagyméretű, ezüst-arany színű büsztjéből és a hátterét adó, márványborítású falból áll, utóbbit ötágú csillag díszíti. Az emlékművet S. Dorzspalam mongol szobrász készítette, és 1984-ben, a halha-folyói csata 45. évfordulóján adták át. Ez volt az első emlékmű, amelyet Zsukovnak szenteltek. 2024. szeptember 3-án, az ütközet 80. évfordulóján Vlagyimir Putyin orosz elnök is megkoszorúzta az emlékművet.
Zsukov nemcsak a Szovjetunió Hőse, hanem a Mongol Népköztársaság Hőse kitüntetést is megkapta. A szovjet katonai parancsnok irányította a mongol-szovjet csapatokat 1939-ben a japánok elleni szárazföldi összecsapások során.